# Ниндзя (рэпер)
Нкечи Ка Игенамба (в оригинале читается как n-kay-chee), наиболее известная под псевдонимом Ниндзя — британская певица, рэперша и ведущая вокалистка инди-группы The Go! Team. В 2015 году журнал NME поставил певицу на 15 место в своём списке «крутых людей в музыке».

## Ранние годы и образование
Родилась в 1983 году в Лондоне. Её имя Нкечи является сокращённым вариантом имени Нкечинир, что на языке игбо означает «Дар божий» или «Что дано от Бога». Происходит от игбо — народности в Западной Африке с численностью в десятки миллионов.
Её отец является адвокатом нигерийского происхождения, в то время как её мать является наполовину нигерийской, наполовину египтянкой. Была одной из пяти детей и воспитывалась в очень строгой семье. Обучалась в университете, прежде чем присоединиться к группе The Go! Team.

## The Go! Team

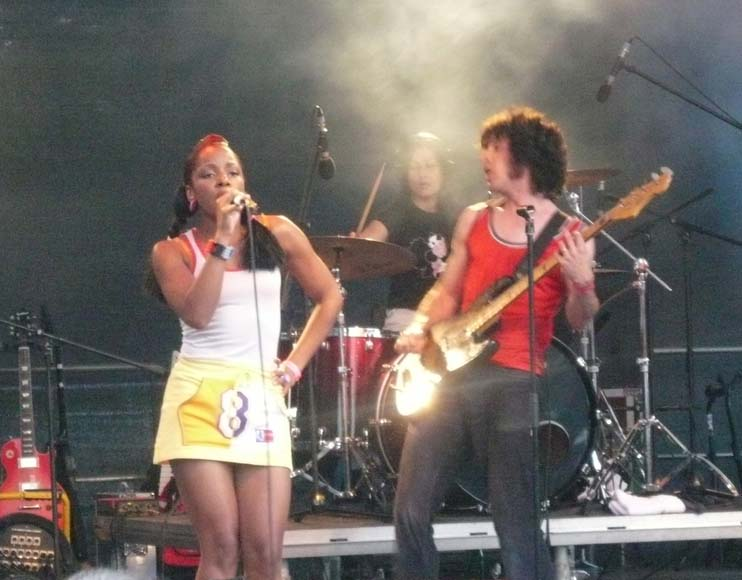
The Go! Team во время выступления на Берлинском фестивале в 2007 году.

Ниндзя стала ведущим певцом в группе Иэна Партона The Go! Team незадолго до записи их первого альбома. На концертах и на записях её «фристайловый вокал» стал визитной карточкой группы. В частности в интервью 2007 года Эрику Лейджону, Иэн Партон сказал, что Ниндзя стала лицом группы.

## Проекты вне группы
Исполнила ведущие вокальные партии в двух песнях дуэта Simian Mobile Disco — «Its The Beat» и «Hot Dog», вошедшие в их дебютный альбом Decay Sustain Release.
Выступила соавтором и записала вокал к песне французской группы Rinocerose, «Time Machine».
Также совместно с Cut Chemist написала и исполнила песню «The Audience is Listening».

## Дискография с The Go! Team

### Альбомы
- Thunder, Lightning, Strike[англ.] (2004) #48 UK
- Proof of Youth[англ.] (2007) #21 UK, #142 US, #1 UK Indie
- Rolling Blackouts[англ.] (2011)
- The Scene Between[англ.] (2015)

### Синглы
- «Junior Kickstart» 7", 12" и CD-сингл (2003)
- «The Power Is On» 12" сингл (2004)
- «Ladyflash» 7" и CD-сингл (2004) #68 UK
- «Bottle Rocket» 7" и CD-сингл (2005) #64 UK
- «Ladyflash» (re-issue) 7" и CD-сингл (2006) #26 UK
- «Grip Like a Vice[англ.]»  (2007) #57 UK
- «Doing It Right»  (2007) #55 UK, #3 UK Indie

### Мини-альбомы
- Are You Ready for More?[англ.] (Australian Tour EP) (2005)
- Audio Assault Course[англ.] (College Radio Sessions) (2006)
- Step and Repeat (8-трековый EP) (2006)

### Прочее
- Public Service Broadcast #3 (2004) (сборник)
- Help: A Day in the Life (2005) (сборник)